# Josef Zedník (malíř)
Josef Zedník (* 14. března 1959, Most) je český malíř, sochař a pedagog.

## Životopis
Vystudoval sklářskou uměleckoprůmyslovou školu v Kamenickém Šenově obor broušené sklo a Pedagogickou fakultu v Ústí nad Labem, kterou dostudoval roku 1983. Už dva roky před tím uspořádal svou první výstavu, a sice v Mostě. V roce 1985 začal vyučovat na Základní umělecké škole v Mostě, v roce 1990 se tam stal ředitelem a v této funkci setrval do roku 2005. V roce 2008 se přestěhoval do Olešné, což okomentoval slovy "odchod z Mostu na venkov, dveře do lesa, okna na hnůj..." O rok později začal vyučovat na nedalekém gymnáziu v Hořovicích, kde působí dodnes. 
Pořádal několik desítek výstav, mj. třeba i v Dánsku, Francii, Kanadě, USA nebo v Japonsku.

## Galerie

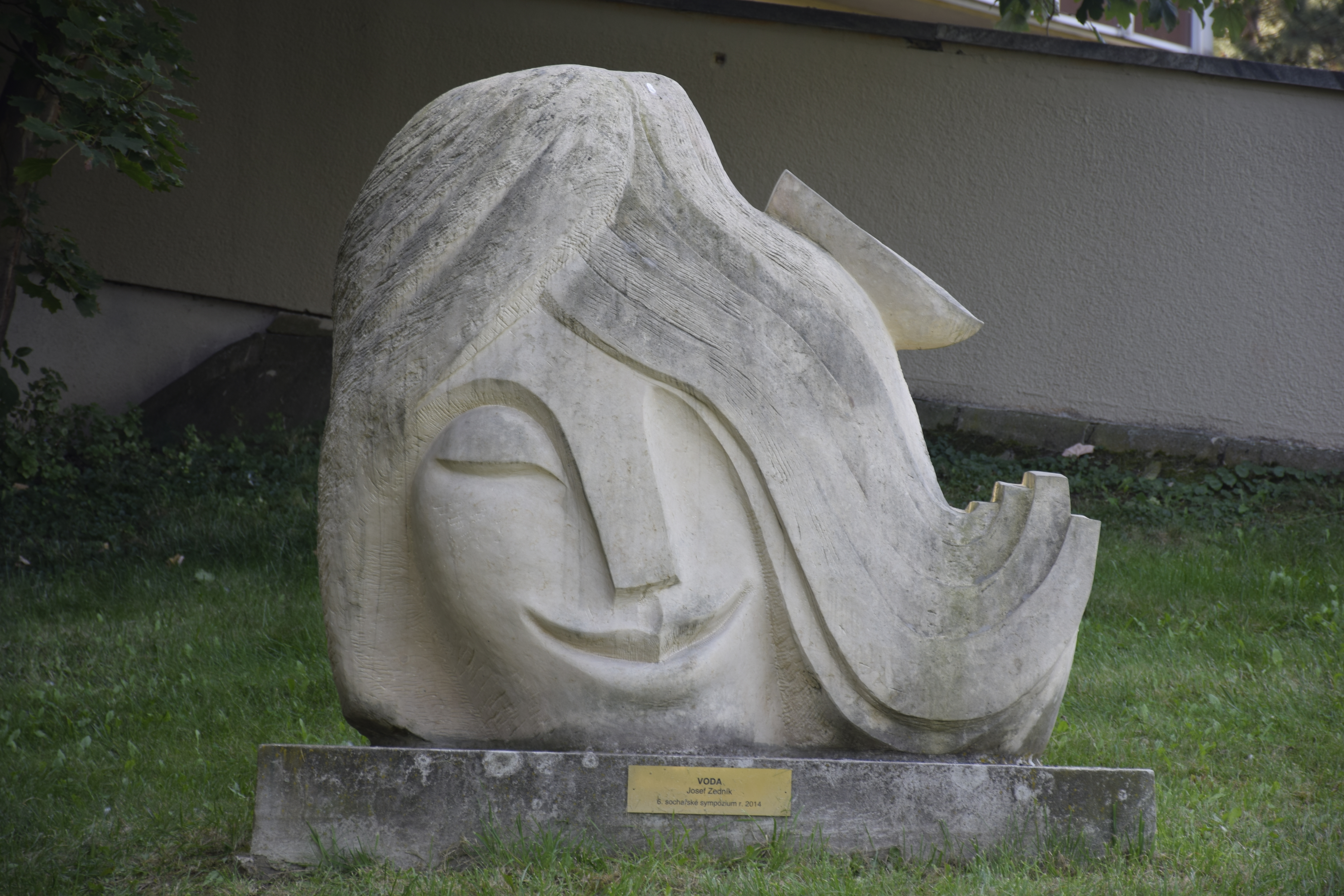
Plastika Voda před městskou knihovnou v Mostě
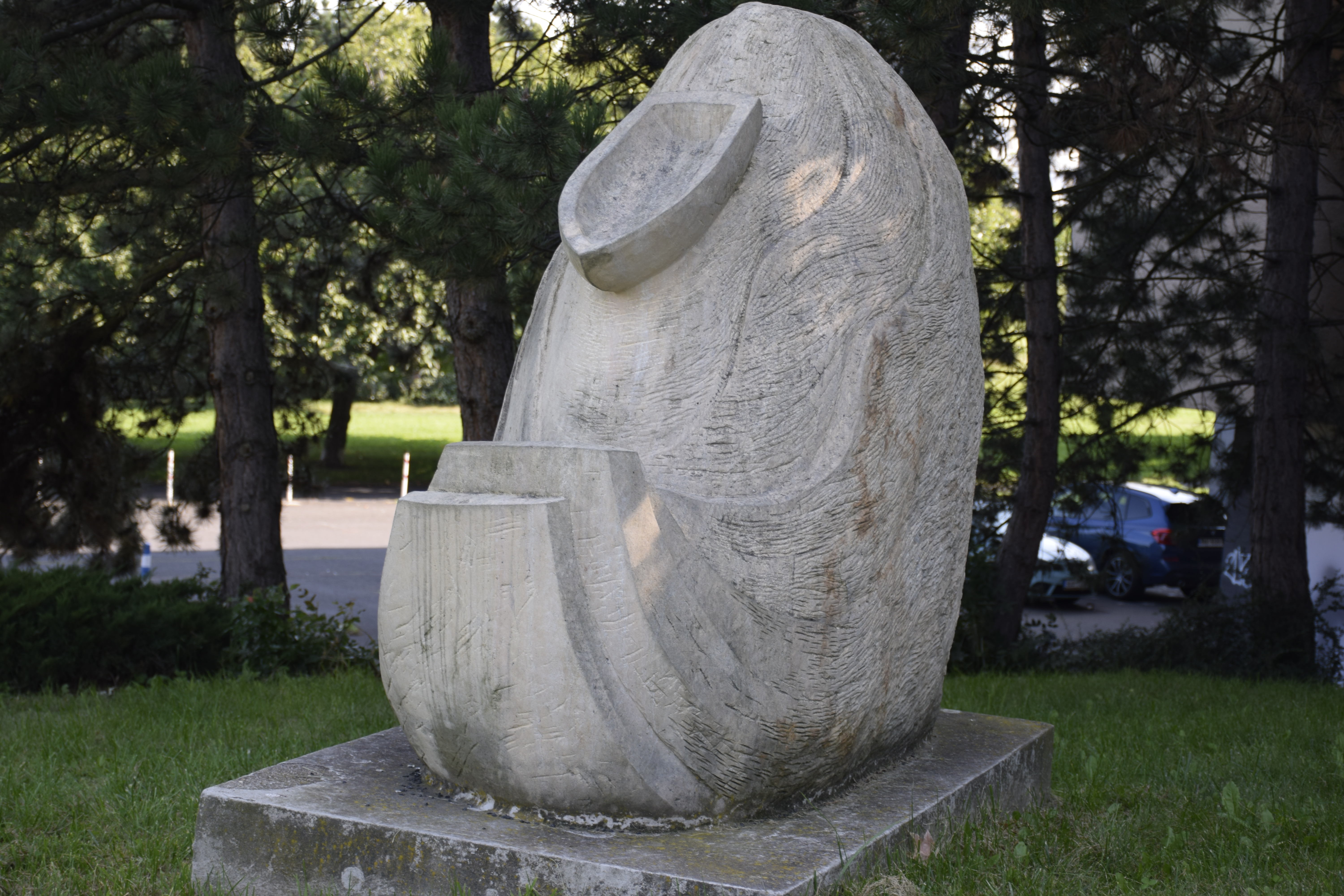
Božní pohled na plastiku Voda